# Walking on Water
Pour plus de détails, voir Fiche technique et Distribution.
Walking on Water est un film australien réalisé par Tony Ayres, sorti en 2002.

## Distribution
- Vince Colosimo : Charlie
- Maria Theodorakis : Anna
- Nathaniel Dean (en) : Simon
- Judi Farr : Margaret
- Nicholas Bishop : Frank
- David Bonney : Gavin
- Daniel Roberts : Carl
- Anna Lise Phillips : Kate
- Celeste Jones : Martha
- Maureen Green : Robyn
- Timothy Jones : Dr. Simms
- Antonietta Morgillo : Florist

## Récompenses
- Teddy Award 2002